# 暴謙貞
暴謙貞（？—？），號襟漳，山西潞州屯留縣人，明朝政治人物。暴孟奇之孫。

## 生平
萬曆三十七年（1609年）己酉科山西鄉試舉人，四十一年（1613年）癸丑科進士，選庶吉士，泰昌元年授任吏科給事中，本年八月升刑科右、巡视京营，十二月升本科左，天啓元年与錢謙益主考浙江鄉試，本年八月升工科都给事中，三年三月升太常寺少卿，提督四夷馆，七月出使韓藩。擢河南巡抚，因与权贵忤，未任。

## 家族
曾祖暴璉，贈御史。祖父暴孟奇，嘉靖乙丑進士，陕西参政。父暴所养，恩貢，训导。